# Limia yaguajali
Limia yaguajali es una especie de peces de la familia de los pecílidos en el orden de los ciprinodontiformes.

## Morfología
Los machos pueden alcanzar los 3,8 cm de longitud total y las hembras los 5,06 cm.

## Distribución geográfica
Se encuentran en América: República Dominicana.